# Otto Winkelmann
Otto Nikolai Ferdinand Winkelmann (Horn-Bad Meinberg, 10 september 1894 - Bordesholm, 24 september 1977) was een Duitse officier en SS-Obergruppenführer. Hij was generaal in de Waffen-SS en de politie tijdens de Tweede Wereldoorlog. Hij was de Höherer SS- und Polizeiführer (HSSPF) van Hongarije, en was daardoor direct betrokken bij de Holocaust van de Hongaarse Joden. Tijdens het naderen van het Rode Leger was hij stadscommandant van Boedapest.

## Leven
Op 10 september 1894 werd Otto Winkelmann in de voormalige Kreisstadt Bordesholm  (tussen Kiel en Neumünster) geboren, als een zoon van de directeur stadsbestuur Carl Friedrich Wilhelm Winkelmann (overleden 16 november 1929) en zijn vrouw Emma (geboortenaam Korf).

### Eerste Wereldoorlog
Winkelmann studeerde drie Semester rechtsgeleerdheid, deze brak hij af, en hij trad als Kriegsfreiwilliger op 8 augustus 1914 in dienst van de Deutsches Heer. Hij werd geplaatst bij het 1'Ersatz Btn/1.Füsilier-Regiment „Königin“ (Schleswig-Holsteinisches) Nr. 86. In 1914 werd Winkelmann bevorderd tot Gefreiter. Vanaf 2 september 1914 was hij geplaatst bij het 1. Ermländisches IR Nr 150. In december 1915 diende hij in het 8. Brandenburgisches Reserve IR „General-Feldmarschall Prinz Friedrich Karl von Preussen”. Winkelmann raakt op 31 januari 1915 gewond. In 1915 werd hij bevorderd tot Unteroffizier. Hierna werd hij overgeplaatst naar het 3. Posensches IR Nr 58.  In 1915 werd hij bevorderd tot Vizefeldwebel der Reserve. Daarna werd Winkelmann op 7 augustus 1915 bevorderd tot Leutnant der Reserve. Op 29 september 1916 werd hij bevorderd tot Leutnant. Vanaf 1918 tot 30 november 1918 was Winkelmann adjudant in de 17. Inf Brigade. Aan het einde van de Eerste Wereldoorlog was hij lid van de verschillende vrijkorpsen, waaronder het Freikorps Heuck  (vrijkorps Heuck) en Freikorps Schlesien (vrijkorps Silezië).

### Interbellum
In november 1919 trad Winkelmann als beroepsofficier in dienst van de politie, en ging naar de politieschool III/Preussische Sicherheitspolizei Sennelager. Hij werd op 5 november 1919  ingeschaald als een Polizei-Leutnant. Op 31 januari 1920 nam Winkelmann ontslag uit de Deutsches Heer. Er werd hem verleend het Charakter van een Oberleutnant. Winkelmann werkte vanaf maart 1920 tot maart 1921 als Personalreferent u. Bearbeiter des Aussendienstes/Kommando d. Sicherheitspolizei Düsseldorf  (vrije vertaling: persoonlijke referent en buitendienstmedewerker van het commando veiligheidspolitie Düsseldorf). Hierna werd hij ingezet als adjudant en vervanger van het Kommandostelle Düsseldorf. Op 19 februari 1922 trouwde Winkelmann met Hildegard Hinsen, het echtpaar kreeg 2 zonen. Op 16 mei 1923 werd hij bevorderd tot Polizei-Hauptmann. Op 30 september 1923 werd  Winkelmann gearresteerd door de Fransen voor politieke misdrijven, en veroordeeld tot een jaar gevangenisstraf op 27 december 1923, vrijgelaten in maart 1924. Vanaf 1 april 1924 tot 30 juni 1926 werkte Winkelmann bij de Schutzpolizei Altona-Wandsbeck. Hierna werd hij overgeplaatst naar de Schutzpolizei Düsseldorf en hij werd op 1 februari 1930 benoemd tot stadtpolizeidirektor (vrije vertaling: directeur van de stadspolitie) van Görlitz. Nog voor de overname van de macht, werd hij op 1 november 1932 lid van de NSDAP.  Winkelmann werd op 11 februari 1934 benoemd tot Leiter d. Kommunalen Polizei Görlitz  (vrije vertaling: leider van de gemeentelijke politie Görlitz), deze functie oefende hij uit tot 31 oktober 1937. Op 1 november 1937 werd hij bevorderd tot Major der Schutzpolizei. Winkel werd overgeplaatst naar de Polizeiverwaltung Berlin. Daarna volgde zijn op 20 november 1937 benoeming tot Leiter des Sachgebietes P 3 b/Kommando Amt des Hauptamts Orpo. Hierop ging Winkelmann op 8 maart 1938 werken als Leiter des Arbeitsgebietes O 6/Kommando Amt des Hauptamtes Orpo (vrije vertaling: leider van het werkgebied O 6/commando ambt van het hoofdkantoor Orpo). Op 12 juni 1938 werd hij bevorderd tot Oberstleutnant der Schutzpolizei. Op 1 juli 1938 werd hij ook lid van de SS. Winkelmann werd meteen ingeschaald als SS-Sturmbannführer (majoor). En werd geplaatst bij de staf/SS-Hauptamt. Op 18 oktober 1938 werd hij bevorderd tot SS-Obersturmbannführer (luitenant-kolonel). Vanaf 1 april 1939 tot 1 december 1940 was Winkelmann Amtsleiter des Amtes O/Kommando Amt des Hauptamtes Orpo. Met deze functie was Kurt Daluege zijn directe leidinggevende.

### Tweede Wereldoorlog
Winkelmann was vanaf 1 juni 1939 tot 9 december 1940 geplaatst in de staf van het SS-Personalhauptamt. Hij diende verschillende periodes als Vertreter des Chefs des Kommando Amtes/Hauptamtes Orpo (vrije vertaling: vervanger van de chef van het commando ambt in het hoofdkantoor Orpo). Op 20 april 1940 werd Winkelmann bevorderd tot Oberst der Schutzpolizei. Hierna werd hij op 2 mei 1940 SS-Standartenführer. Op 16 november 1941 werd hij benoemd tot Leiter d. Gruppe O/Kommando Amt de Hauptamtes Orpo en Leiter d. Amtsgruppe Kdo 1/Kommando Amt des Hauptamtes Orpo; beide functies vervulde hij tot 16 september 1942. In december 1941 bereikte Winkelmann de eerste generaalsrang Charakter van Generalmajor der Polizei. Hij werd tegelijk bevorderd tot SS-Oberführer. Winkelmann was ook onderdeel van de Persönlicher Stab Reichsführer-SS. Op 22 december 1941 werd het Charakter definitieve omgezet in de rang van een Generalmajor der Polizei. Op 6 november 1942 werd Winkelmann bevorderd tot SS-Gruppenführer en Generalleutnant der Polizei en als opvolger van Adolf von Bomhard als Chef des Kommandos Amtes/Hauptamtes Orpo. Daarmee was Winkelmann als stafchef de tweede man achter Daluege in het Hauptamt Ordnungspolizei. Hij behield deze posten tot zijn overplaatsing naar Hongarije in maart 1944, waarbij vanaf augustus 1943 zijn chef Daluege vanwege gezondheidsredenen vervangen werd door Alfred Wünnenberg.
Op 19 maart 1944 werd Hongarije door Duitse troepen bezet (Operatie Margarethe). Door het Führererlass van 19 maart 1944 benoemde Hitler de Duitsen gezanten Edmund Veesenmayer tot „Bevollmächtigten des Großdeutschen Reichs“ (Reichsbevollmächtigter) (Gevolmachtigde van het Groot-Duitse Rijk) en Otto Winkelmann tot Höherer SS- und Polizeiführer (HSSPF) van Hongarije.
Zivile deutsche Stellen irgendwelcher Art, die in Ungarn tätig werden sollen, sind nur im Einvernehmen mit dem Reichsbevollmächtigten einzurichten, sind ihm unterstellt und üben ihre Tätigkeit nach seinen Weisungen aus. Für die mit deutschen Kräften in Ungarn durchzuführenden Aufgaben der SS und Polizei, insbesondere für die polizeilichen Aufgaben auf dem Gebiet der Judenfrage, tritt zu dem Stab des Reichsbevollmächtigten ein Höherer SS- und Polizeiführer, der nach seinen politischen Weisungen handelt.—  Führererlass vom 19. März 1944.
De officiële relatie tussen Winkelmann en Veesenmayer - ondergeschiktheid van Winkelmann aan Veesenmayer of gelijkwaardige samenwerking voor verschillende aspecten van de Duitse bezetting - was controversieel tijdens hun gezamenlijke dienst in Hongarije; er ontwikkelde zich een competitie die uitgroeide tot persoonlijke vijandschap tussen de twee. De vijandschap zou voortduren tijdens de juridische in het reine te komen met de oorlog na de oorlog: beiden drukten elkaar zwaar en "schrokken niet om te liegen".
Winkelmann was de leidinggevende van de SS-Oberführer Hans-Ulrich Geschke, die de Sicherheitspolizei en de Sicherheitsdienst leidde, die als opmaat naar de deportatie van de Hongaarse Joden 200 mensen met Joods klinkende namen uit het telefoonboek selecteerde en ze liet arresteren. Geschke was opnieuw formeel ondergeschikt aan het Sondereinsatzkommando Eichmann, die de Hongaarse Joden deporteerde naar de vernietigingskampen. Hoewel het Sondereinsatzkommando daarmee direct ondergeschikt was aan Winkelmann, ontving Adolf Eichmann zijn instructies over feitelijke kwesties rechtstreeks van Kaltenbrunner en Müller van het Reichssicherheitshauptamt. Deze constellatie diende later als de belangrijkste verdedigingsstrategie van Winkelmann en Veesenmayer tijdens de juridische beoordeling van de nazi-daden in de Bondsrepubliek, om te ontkennen dat zij de gedeelde verantwoordelijkheid voor de Holocaust van de Hongaarse Joden hadden.
Winkelmann was van doorslaggevende betekenis bij de afzetting van het staatshoofd van Hongarije, Miklós Horthy. Nadat de interimair militaire regering onder leiding van premier Géza Lakatos eind augustus 1944 schortte de door Sztójay ingezette deportaties van Hongaarse joden naar vernietigingskampen op. Een Duitse commando-eenheid onder de leiding van Otto Skorzeny, die sinds augustus 1944 in Hongarije was tijdens de "Operatie Panzerfaust" van 15 oktober 1944, ontvoerde de zoon met de gelijknamige naam, Miklós Horthy Jr. Daarop gaf Horthy via de radio een staakt-het-vuren-verklaring af voor Hongarije, waarop hij op 16 oktober werd gearresteerd door Skorzeny. Op initiatief van Winkelmann werd het pijlkruiser Ferenc Szálasi het nieuwe staatshoofd in Hongarije.
Op 1 december 1944 gaf Hitler het bevel dat Boedapest tot vesting te verklaren; en hij benoemde SS-Obergruppenführer Winkelmann tot stadscommandant. Hiermee viel Winkelmann onder de IX SS Bergkorps onder leiding van Karl Pfeffer-Wildenbruch en de 3e Pantserkorps van de Wehrmacht. Na slechts vier dagen - op 5 december 1944 - werd Winkelmann gedwongen af te treden als stadscommandant, aangezien hij had aanbevolen het bruggenhoofd van Pest te verlaten, wat Hitler strikt weigerde te doen. De nieuwe stadscommandant was Pfeffer-Wildenbruch, die deze functie ook zou bekleden in de komende slag om Boedapest.
Op 1 mei 1945 raakte Winkelmann in Amerikaans krijgsgevangenschap, waaruit hij op 27 augustus 1945 aan Hongarije uitgeleverd werd.

## Na de oorlog
Het Hongaarse parket had hem gevraagd als getuige voor de nazi-processen tegen Ferenc Szálasi, Emil Kovarcz, Béla Imrédy en Franz Basch. Op 10 april 1946 diende de Hongaarse minister van Justitie een aanvraag in bij Major general William S. Key, de hoogste Amerikaanse vertegenwoordiger in de Allied Control Commission for Hungary, om Veesenmayer en Winkelmann uit te leveren, en hen als oorlogsmisdadigers in Hongarije te berechten. De Amerikaanse autoriteiten gaven echter niet toe aan de aanvraag, maar dwongen in september 1948 de terugkeer van Winkelmann naar Duitsland af, waar hij werd vrijgelaten.
Na zijn terugkeer naar Duitsland, ging Winkelmann wonen in Bordesholm. In april 1955 werd Winkelmann gekozen in de raad - het lokale parlement van Kiel - voor de CDU. Hij was kandidaat in Wahlkreis 26  (kiesdistrict 26), en al lid van het Kielse blok (CDU, FDP, SHB en GB/BHE). En lid van verschillende commissies van de raad. Begin 1958 vertrok Winkelmann uit Kiel, naar de voorstad van Schulensee (Molfsee) en trad in februari 1958 voor het einde van de zittingsperiode af als wethouder. In mei 1961 werd hij in Duitsland ondervraagd als getuige in het Eichmann-proces. In 1961 ging hij als „Polizeioberst“ met pensioen, Williams vermeldt pensioen van een generaal in de polite. Met betrekking tot de deportatie van en moord op Hongaarse Joden, werd hij samen met 1800 leidende figuren in het bedrijfsleven, politici en vooraanstaande functionarissen van de Bondsrepubliek vermeld in het Braunbuch dat in 1968 door de DDR werd gepubliceerd voor propagandadoeleinden.
WInkelmann was voorzitter van de vereniging van voormalige politieagenten.
Over het verdere verloop van zijn leven is niets bekend. Op 24 september 1977 overleed hij in Bordesholm.

## Militaire carrière
Winkelmann bekleedde verschillende rangen in zowel de Allgemeine-SS als Waffen-SS. De volgende tabel laat zien dat de bevorderingen niet synchroon liepen.
| Datum                                                                            | Deutsche Heer             | Politie / Schutzpolizei                   | Allgemeine-SS          | Waffen-SS                |
| -------------------------------------------------------------------------------- | ------------------------- | ----------------------------------------- | ---------------------- | ------------------------ |
| 8 augustus 1914                                                                  | Kriegsfreiwilliger        | —                                         | —                      |                          |
| 1914                                                                             | Gefreiter                 | —                                         | —                      | —                        |
| 1915                                                                             | Unteroffizier             | —                                         | —                      | —                        |
| 1915                                                                             | Vizefeldwebel der Reserve | —                                         | —                      | —                        |
| 7 augustus 1915                                                                  | Leutnant der Reserve      | —                                         | —                      | —                        |
| 29 november 1916 (met Patent vanaf 19 december 1913)                             | Leutnant                  | —                                         | —                      | —                        |
| 5 november 1919                                                                  | —                         | Polizei-Leutnant                          | —                      | —                        |
| 5 november 1919                                                                  | —                         | Polizei-Oberleutnant                      | —                      | —                        |
| 31 januari 1920 (ontslag Heer)                                                   | Charakter Oberleutnant    | —                                         | —                      | —                        |
| 16 mei 1923                                                                      | —                         | Polizei-Hauptmann                         | —                      | —                        |
| 1 februari 1930                                                                  | —                         | Stadtpolizeidirektor                      | —                      | —                        |
| 1 november 1937 (met ingang en RDA vanaf 1 januari 1934)                         | —                         | Major der Schutzpolizei                   | —                      | —                        |
| 7 september 1938 (met ingang en RDA vanaf 12 juni 1938)                          | —                         | Oberstleutnant der Schutzpolizei          | —                      | —                        |
| 1 juli 1938                                                                      | —                         | —                                         | SS-Mann                | —                        |
| 1 juli 1938                                                                      | —                         | —                                         | SS-Sturmbannführer     | —                        |
| 18 oktober 1938 (met ingang vanaf 7 september 1938)                              | —                         | —                                         | SS-Obersturmbannführer | —                        |
| 20 april 1940 (met ingang vanaf 1 april 1940 en RDA vanaf 20 april 1940)         | —                         | Oberst der Schutzpolizei                  | —                      | —                        |
| 2 mei 1940 (met ingang vanaf 1 april 1940)                                       | —                         | —                                         | SS-Standartenführer    | —                        |
| 9 december 1941                                                                  | —                         | —                                         | SS-Oberführer          | —                        |
| 9 december 1941 (met ingang vanaf 22 december 1940 en RDA vanaf 8 december 1941) | —                         | Charakter van Generalmajor der Polizei    | —                      | —                        |
| 26 maart 1942                                                                    | —                         | Generalmajor der Polizei                  | SS-Brigadeführer       | —                        |
| 9 augustus 1942                                                                  | —                         | Charakter van Generalleutnant der Polizei | —                      | —                        |
| 9 november 1942                                                                  | —                         | Generalleutnant der Polizei               | SS-Gruppenführer       | —                        |
| 15 maart 1944                                                                    | —                         | Generaal in de politie                    | SS-Obergruppenführer   | —                        |
| 15 december 1944 (met ingang vanaf 1 december 1944)                              | —                         | —                                         | —                      | Generaal in de Waffen-SS |

## Lidmaatschapsnummers
- NSDAP-nr.: 1 373 131 (lid geworden 1 november 1932[3][8][13][23][2])
- SS-nr.: 30 8238 (lid geworden 1 juli 1938[3][7][2])

## Onderscheidingen
Selectie:
- Duitse Kruis in zilver op 5 november 1943[18] als Chef Kommandoamt/Hauptamt Orpo[3][13][24]
- Ridderkruis van het Kruis voor Oorlogsverdienste op 29 januari 1945 als HSSPF Hongarije en Kampfkommandant Boedapest[3][13][24][5]
- Kruis voor Oorlogsverdienste, 1e Klasse[24] (30 januari 1942[3][18]) en 2e Klasse[24] (20 april 1941[3][18]) met Zwaarden
- Dienstonderscheiding van de Politie in goud (25 dienstjaren) op 6 juli 1939[3][18]
- Ereteken van de Luchtbescherming, 2e Klasse op 30 maart 1940[3][18]
- IJzeren Kruis 1914, 1e Klasse[3][13][19][24][18] en 2e Klasse[13][24] (1914[3][18])
- Gewondenmedaille met vier verwondingen[3]
- Karel-Troepen-Kruis[3][18]
- Medaille voor Dapperheid (Oostenrijk-Hongarije), 2e Klasse in zilver[3][18]